# J Harlen Bretz
J Harlen Bretz (Saranac, 2 settembre 1882 – Homewood, 3 febbraio 1981) è stato un geologo statunitense, noto soprattutto per le ricerche che condussero all'accettazione della teoria sulle inondazioni di Missoula e anche per il suo lavoro sulle caverne.
Nacque da Oliver Joseph Bretz e Rhoda Maria Howlett, agricoltori di Saranac (Michigan), primo di cinque figli. Ottenne una laurea in biologia dall'Albion College nel 1905, dove incontrò anche la sua futura moglie Fanny Chalis. In seguito, si interessò alla geologia della regione di Eastern Washington, ossia la parte dello stato di Washington a est della Catena delle Cascate.

## Biografia
Bretz era di origine tedesca. Si laureò con il suo B.A. dall'Albion College nel 1905. Iniziò allora la sua carriera come insegnante di biologia nelle scuole superiori a Seattle. Durante questo periodo cominciò a studiare la geologia glaciale dell'area del Puget Sound. Continuò i suoi studi all'Università di Chicago dove ottenne il suo Ph.D. in geologia nel 1913. Divenne un assistente professore di geologia, prima all'Università di Washington e poi all'Università di Chicago.
Fece importanti scoperte riguardanti l'origine delle Channeled Scablands.

### Ipotesi oltraggiosa
Nell'estate del 1922, e per i successivi sette anni, Bretz condusse ricerche sul campo sull'Altopiano del Columbia. Fin dal 1910 si era interessato alle insolite caratteristiche di erosione dell'area dopo aver visto una cartina topografica recentemente pubblicata della Potholes Cataract. Bretz coniò il termine Channeled Scablands (letteralmente, "Terre denudate scanalate") nel 1923 per descrivere l'area vicino alla Grand Coulee, dove la massiccia erosione aveva scavato attraverso i depositi di basalto. L'area era un deserto, ma le teorie di Bretz richiedevano che l'acqua cataclismatica fluisse per formare il paesaggio, per cui Bretz coniò il termine "inondazioni di Spokane" (Spokane Floods) in una pubblicazione del 1925.
Bretz pubblicò uno studio nel 1923, che sosteneva che le channeled scablands nell'Eastern Washington furono causate dalle massicce inondazioni del lontano passato. Si ritenne che questo significasse sostenere una spiegazione catastrofica, contro la visione allora prevalente dell'uniformitarismo, e le opinioni di Bretz furono inizialmente screditate. Tuttavia, quando la natura dell'Era glaciale fu meglio compresa, le ricerche originali di Bretz si dimostrarono fondate, e verso gli anni 1950 anche le sue conclusioni furono accettate.
Bretz incontrò resistenze alle sue teorie dagli ambienti geologici dominanti dell'epoca. Questi ultimi erano refrattari a una teoria così radicale sull'origine di un vasto paesaggio per una varietà di ragioni, compresa una scarsa familiarità con le aree remote del Nord-ovest Pacifico interno dove si svolgeva, e la mancanza di status e reputazione di Bretz agli occhi delle élite della geologia, in gran parte provenienti dalla Ivy League. La Geological Society di Washington, D.C invitò il giovane Bretz a presentare le sue ricerche precedentemente pubblicate in una riunione del 12 gennaio 1927, dove vari altri geologi presentavano teorie concorrenti. Bretz vide questo come un'imboscata, e si riferì al gruppo come i sei "anziani sfidanti". La loro intenzione era di sconfiggerlo in un dibattito pubblico, e quindi mettere fine alla sfida che le sue teorie ponevano al dogma di lunga data dell'uniformitarismo.
Un altro geologo della riunione, J.T. Pardee, aveva lavorato con Bretz e aveva le prove di un antico lago glaciale che dava credito alle teorie di Bretz. Pardee, tuttavia, mancava della libertà accademica di Bretz (lavorava per il Servizio geologico degli Stati Uniti) e non entrò nella contesa.
Bretz difese le sue teorie, innescando un acrimonioso dibattito di 40 anni sull'origine delle Scablands. Come scrisse nel 1928: "Idee senza precedenti sono generalmente considerati con sfavore e gli uomini si scandalizzano se le loro concezioni di un mondo ordinato sono messe in dubbio."
Sia Pardee sia Bretz continuarono le loro ricerche durante i suoi successivi 30 anni, raccogliendo e analizzando le prove che alla fine identificarono il Lago Missoula come fonte delle inondazioni di Spokane e creatore delle Channeled Scablands. Le ricerche sull'idraulica dei canali aperti negli anni 1970 dimostrarono ulteriormente la fondatezza delle teorie di Bretz e Pardee.

### Caverne e rilievi carsici
Bretz scrisse un saggio estremamente influente sulla morofologia e sull'origine delle caverne calcaree (1942), insieme a studi dettagliati delle caverne del Missouri (1956) e dell'Illinois (con Stanley Harris, 1961).

## Premi e onorificenze
- La National Speleological Society ("Società Speleologica Nazionale") degli Stati Uniti nominò Bretz membro onorario nel 1954.
- Bretz ricette la Medaglia Penrose, il più alto premio della Geological Society of America, nel 1979, all'età di 96 anni. Dopo questo premio, egli disse a suo figlio: "Tutti i miei nemici sono morti, perciò non ho nessuno per cui gongolare."
- Ogni anno all'Albion College, il Premio J Harlen Bretz è assegnato al decano più eminente del dipartimento di geologia.